# Couveuse d'entreprises
Pour les articles homonymes, voir couveuse (homonymie).
Une couveuse d'entreprises est un dispositif d'accompagnement à la création d'entreprise. « Les couveuses sont des structures accueillant les porteurs de projet en amont de la phase de création effective de l’entreprise. Les couveuses permettent aux futurs chefs d’entreprise de tester leur projet de création grâce à un hébergement juridique et une offre d’accompagnement leur permettant « d’apprendre à entreprendre » dans un processus d’apprentissage et de coaching. »
« Expérience grandeur nature », une couveuse d'entreprises offre la possibilité à un entrepreneur de tester son projet en grandeur réelle avant sa création, afin d'en vérifier la viabilité 
économique. 
Ce dispositif propose un coaching individuel et collectif, met en œuvre des méthodes et des outils pour développer les capacités entrepreneuriales et sécuriser le développement du projet d'entreprise. En couveuse, le porteur de projet peut prospecter, produire et vendre ses produits ou ses prestations avant la déclaration officielle de son activité. Le test en couveuse permet ainsi de se former 
au métier de chef d'entreprise.
L'objectif d'une couveuse  est de permettre à l'entrepreneur à l'essai de développer son chiffre d'affaires, d'acquérir de l'autonomie, de maitriser la gestion, de créer un réseau professionnel.

## Historique
Dans les années 1990, une prise de conscience s'opère dans les réseaux d'accompagnement à la création d'entreprises, et notamment la Boutique de gestion espace, autour de la rupture que constitue le "passage à l'acte" pour de nombreux créateurs[réf. nécessaire]. 
Une solution serait d'élargir l'accompagnement pour permettre au "candidat créateur" de tester son projet et d'apprendre à gérer et développer leur projet.  
Peu à peu le concept de couveuse se met en place : le test de l'activité en grandeur réelle et l'apprentissage du métier de chef d'entreprise.  
En 2000, la Délégation générale à l'emploi et à la formation professionnelle (DGEFP) s'intéresse à l'émergence de ce dispositif et favorise son expérimentation. Des initiatives locales se développent, soutenues par leurs partenaires institutionnels dont les Directions Départementales du Travail, de l'Emploi et de la Formation Professionnelle (DDTEFP), la Caisse des Dépôts et Consignations (CDC) et 
les programmes européens. 
Éficéa, structure associative d'échanges, est chargée d'organiser et de coordonner des groupes de travail qui permettent à ces nouvelles couveuses d'échanger leurs pratiques.  
La loi sur l'initiative économique de 2003 et ses décrets d'application en 2005 légalisent ce dispositif en créant le concept de transition : le CAPE (contrat d'appui au projet d'entreprise).

## Réseau
Créée en 2002, l'Union des couveuses d'entreprises fédère plus de 50 couveuses sur le territoire et outre-mer, des acteurs associatifs et 
coopératifs soutenus par des partenaires territoriaux qui sont l'expression de la solidarité et de la cohésion sociale. 
L'objectif de l'Union des Couveuses est "d'aider des hommes et des femmes à vivre dignement de leur activité, créer de la valeur et, par là, contribuer à élaborer un avenir durable". 
Les couveuses travaillent en partenariat avec les collectivités territoriales : État, régions, départements, EPCI, Europe. 

### Charte nationale
Les couveuses s'engagent à privilégier la responsabilisation des entrepreneurs à l'essai et leur 
autonomie.  Ainsi, les fondements du métier de couveuse ont été réunis dans une Charte nationale qui pose les 
principes de leur action : parcours structuré autour d'étapes dont les modalités sont écrites, diversité de projets et de personnes, limitation dans le temps de la période du test. Les structures membres sont labellisées à travers une démarche qualité intégrant l’ensemble des valeurs et objectifs énoncés dans la Charte.

### Filières métier
En partenariat avec les branches professionnelles, les couveuses développent des filières métier dans les secteurs offrant de nouvelles opportunités : 
- Métiers de la création
- Services à la personne
- Économie sociale et solidaire
- Développement durable
- Innovation
- Agriculture

### Un dispositif au service de l'égalité des chances
Les couveuses sont fortement implantées dans les quartiers dits Politique de la ville (près de 35 % du réseau). Une étude IFOP réalisée en juillet 2010 sur « les habitants des ZUS et la création d'entreprises » a montré que la couveuse d'entreprise fait partie des dispositifs d'accompagnement les mieux identifiés.

## CAPE
Pour les articles homonymes, voir CAPE.
Une couveuse d'entreprises met en œuvre un cadre légal (juridique, social, fiscal) qui permet aux porteurs de projet de tester leur activité économique sur une période limitée dans le temps. 
Le CAPE, Contrat d'appui au projet d'entreprise, contractualise l'entrée de l'entrepreneur à l'essai en couveuse (loi sur l'initiative économique de 2003 et décrets d'application de 2005). Le CAPE lui permet de tester son activité en toute légalité tout en conservant ses statuts et ses droits 
antérieurs. 
Le CAPE s'adapte aux spécificités et réglementations de certaines filières comme les services à la personne, l'agriculture et l'innovation. 
En 2010, un contrat CAPA (contrat d'apprentissage au projet d'auto-entrepreneuriat) a été élaboré puis expérimenté par trois couveuses pour le suivi des auto-entrepreneurs pour ensuite être généralisé à l'ensemble du réseau.

## Développement durable
En tant que réseau de l'Économie sociale et solidaire, l'Union des Couveuses intègre dans son modèle économique les intérêts d'autres parties prenantes et assume d'emblée des responsabilités sociales et civiles. 
L'Union des couveuses met en place des actions concrètes pour sensibiliser au développement durable ses membres, les entrepreneurs à l'essai et ses partenaires. 
Ainsi elle publie un rapport sociétal, diffuse des informations sur les bonnes pratiques via son site Internet (logiciels libres, fournisseurs éthiques), utilise et valorise le CV anonyme.

### Label LUCIE
L'UC a obtenu en mars 2010 le label LUCIE sur son engagement et ses 
pratiques de développement durable. 
Le label est décerné à la suite d'une évaluation tierce partie réalisée par l'Agence Vigeo, première agence européenne de mesure de la responsabilité sociétale des organisations  et après avis d'un comité composé d'experts indépendants.

## Liste des couveuses
Une carte d'implantation des couveuses en France et DOM TOM est disponible sur le site officiel de l'Union des Couveuses.
Parmi les couveuses les plus connues en France, on note par exemple :
- PCE Conseil
- Ecouveuz by PCE
- Interface
- Cosens
- BGE
- Boréal